# Памятник героям гетто (Варшава)

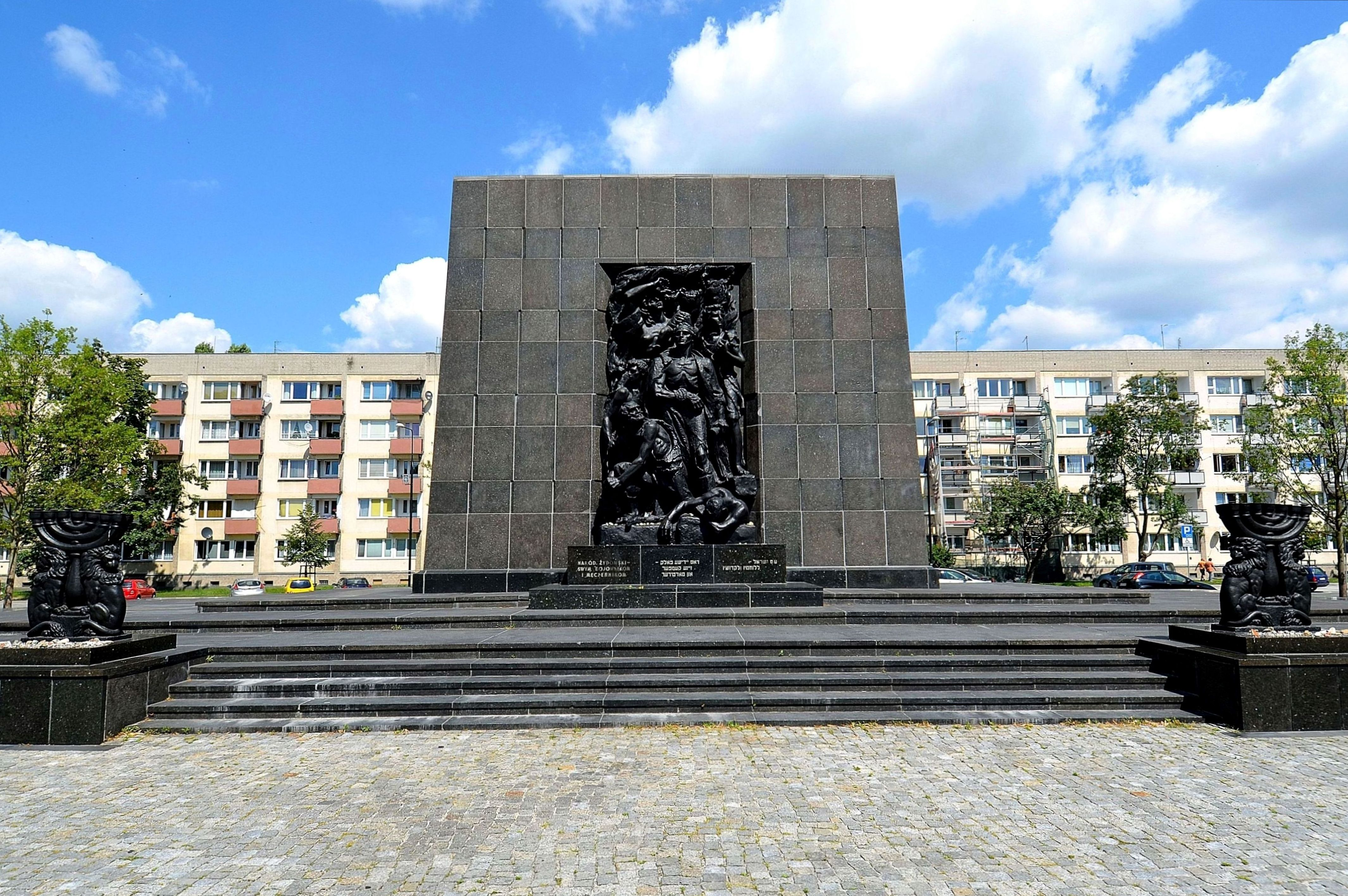
Памятник героям гетто в Варшаве

Памятник героям гетто в Варшаве — мемориал, посвящённый героям Варшавского гетто, находящийся на месте первого военного столкновения еврейских ополченцев с немецко-фашистскими силами в ходе восстания в Варшавском гетто в 1943 году. Это произошло на площади между улицами Анелевича, Кармелицкой, Левартовского и Заменгофа. В настоящее время это место носит наименование Площадь Героев гетто. Напротив памятника находится Музей истории польских евреев Полин.

## История

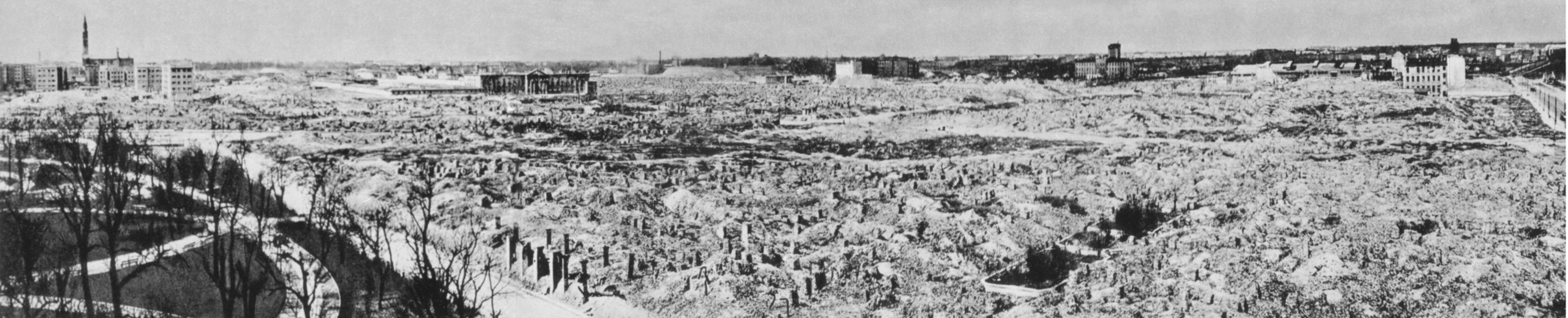
Уничтоженное немецкими войсками гетто Варшавы. Фото 1945 г.

На том месте, где ныне находится площадь, до оккупации Польши располагались здания казарм конной артиллерии, построенные в 1784—1788 годах. Перед Второй мировой войной там размещалась военная тюрьма. Во время войны в этих зданиях находился так называемый юденрат Варшавского гетто.

### Малый (первый) памятник, 1946 год
С решением о сооружении памятника выступил Центральный комитет польских евреев, а затем и штаб-квартира движения в Люблине. 16 апреля 1946 года комиссии был открыт первый памятник.
Он представлял собой табличку в виде круга, на которой была вырезана пальмовая ветвь — символ мученичества — и на иврите написана буква «B» (Берейшис). Кроме того, написана фраза на польском, иврите и идише: «Тем, кто пал в беспримерной героической борьбе за Достоинство и Свободу еврейского народа, за Свободную Польшу, за освобождение человека — Польские Евреи.» Композиция окружена каменным парапетом из красного песчаника. Цвет камня символизирует кровь, пролитую в боях.

### Большой (второй) памятник

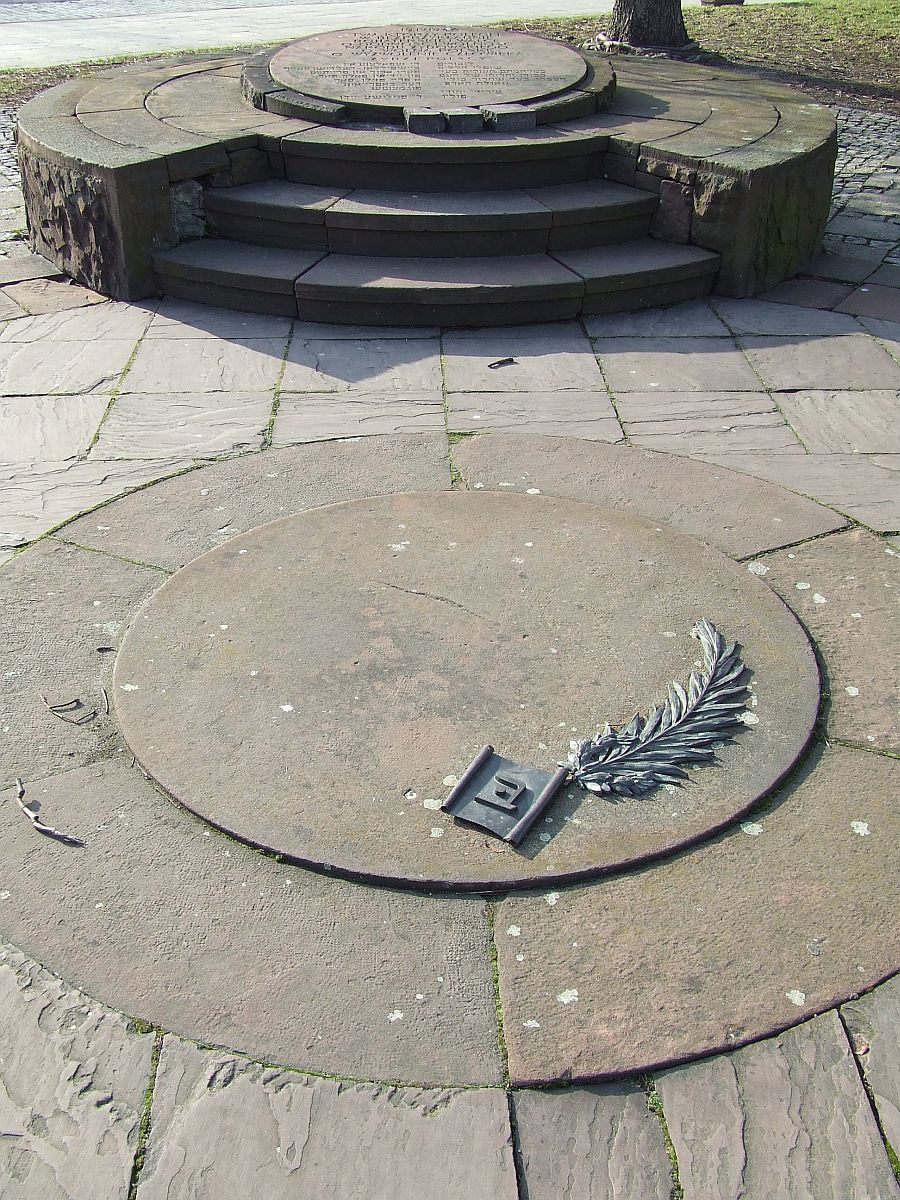
Фрагмент первого памятника 1946 года

В июле 1946 года началось создание второго памятника. Осуществление проекта было поручено скульптору Натану Рапопорту. Строительные работы начались в 1947 году. Строительство проводила строительная компания во главе с Марианом Плищинским. Отливка памятника была выполнена в Париже.
Открытие состоялось 19 апреля 1948 года в ходе памятных мероприятий, посвящённых пятой годовщине восстания в Варшавском гетто. Он был построен на деньги, поступившие в виде взносов, собранных еврейскими организациями.
Памятник представляет собой композицию высотой 11 метров, расположенную в восточной части площади. Это каменный параллелепипед, на котором расположен барельеф, опирающийся на постамент, на котором также установлены стилизованные меноры. С западной стороны композиции находится группа бронзовых скульптур мужчин, женщин и детей под названием «Борьба», символизирующая героических повстанцев. Фигуры держат бутылки с бензином, пистолеты и гранаты. Каменный барельеф с восточной стороны композиции отображает страдания и мучения женщин, невинных детей и стариков. Он носит название «Шествие к уничтожению». На этой части памятника, в правом верхнем углу, видны характерные немецкие каски, символизирующие солдат, совершивших преступления против евреев.
Каменные плиты у памятника украшают две бронзовые меноры. Памятник также украшает надпись на польском, идише и иврите: «Еврейский народ своим борцам и мученикам».
Памятник декорирован плитами грубо шлифованного лабрадора из шведских карьеров в Hunnebostrand. Камень был заказан в 1942 году Альбертом Шпеером, министром экономики Третьего рейха, для постройки будущих памятников Адольфу Гитлеру.